# İstanbul Futbol Ligi 1948/49
Die İstanbul Futbol Ligi 1948/49 war die 34. ausgetragene Saison der İstanbul Futbol Ligi. Meister wurde zum zehnten Mal Galatasaray Istanbul.

## Abschlusstabelle
Punktesystem
Sieg: zwei Punkte; Unentschieden: ein Punkt; Niederlage: kein Punkt
| Pl. | Verein               | Sp. | S  | U | N | Tore    | Diff. | Punkte |
| --- | -------------------- | --- | -- | - | - | ------- | ----- | ------ |
| 1.  | Galatasaray Istanbul | 14  | 12 | 1 | 1 | 039:110 | +28   | 39     |
| 2.  | Beşiktaş Istanbul    | 14  | 11 | 1 | 2 | 028:110 | +17   | 37     |
| 3.  | Fenerbahçe Istanbul  | 14  | 7  | 2 | 5 | 025:170 | +8    | 30     |
| 4.  | Vefa Istanbul        | 14  | 4  | 5 | 5 | 017:200 | −3    | 27     |
| 5.  | Beykozspor           | 14  | 3  | 4 | 7 | 017:320 | −15   | 24     |
| 6.  | İstanbulspor         | 14  | 2  | 5 | 7 | 016:240 | −8    | 23     |
| 7.  | Kasımpaşa Istanbul   | 14  | 2  | 4 | 8 | 022:340 | −12   | 22     |
| 8.  | Süleymaniye          | 14  | 3  | 2 | 9 | 014:290 | −15   | 22     |

## Kreuztabelle
Die Kreuztabelle stellt die Ergebnisse aller Spiele dieser Saison dar. Die Heimmannschaft ist in der linken Spalte, die Gastmannschaft in der oberen Zeile aufgelistet.
| 1948/49              | Galatasaray Istanbul | Beşiktaş Istanbul | Fenerbahçe Istanbul | Vefa Istanbul | Beykozspor | İstanbulspor | Kasımpaşa Istanbul | SUM |
| -------------------- | -------------------- | ----------------- | ------------------- | ------------- | ---------- | ------------ | ------------------ | --- |
| Galatasaray Istanbul |                      | 1:0               | 1:0                 | 1:1           | 7:1        | 2:1          | 5:0                | 3:0 |
| Beşiktaş Istanbul    | 2:0                  |                   | 3:1                 | 3:1           | 4:1        | 1:0          | 4:1                | 2:1 |
| Fenerbahçe Istanbul  | 1:2                  | 0:1               |                     | 2:1           | 1:1        | 2:1          | 4:1                | 5:2 |
| Vefa Istanbul        | 1:4                  | 0:1               | 1:1                 |               | 2:2        | 1:1          | 3:2                | 1:0 |
| Beykozspor           | 1:5                  | 0:1               | 1:0                 | 1:1           |            | 2:1          | 2:4                | 0:1 |
| İstanbulspor         | 1:3                  | 2:1               | 0:2                 | 1:0           | 1:3        |              | 2:2                | 2:2 |
| Kasımpaşa Istanbul   | 1:2                  | 2:2               | 2:3                 | 1:2           | 2:2        | 1:1          |                    | 3:1 |
| Süleymaniye          | 1:3                  | 1:3               | 0:3                 | 0:2           | 2:0        | 2:2          | 1:0                |     |

## Die Meistermannschaft von Galatasaray Istanbul
| 1. | Galatasaray Istanbul |
|    | - Tor: Erdoğan Atlıoğlu (9/–); Osman İncili (5/–); Turgay Şeren (–/–) - Abwehr: Bülent Eken (14/1); Naci Özkaya (13/–); Adnan İncirmen (11/–); Necmi Erdoğdu (9/–); Koçis Kandidis (3/2); Salim Şatıroğlu (1/–); Fazıl Göknar (1/–) - Mittelfeld: Musa Sezer (14/–); Doğan Koloğlu (2/–); Coşkun Özarı (–/–) - Angriff: Reha Eken (14/11); Orhan Canpolat (14/4); İsfendiyar Açıksöz (14/8); Gündüz Kılıç (14/9); Muzaffer Tokaç (11/4); Halis Etçi (5/1); Süreyya Görkey (1/–) - Trainer: Peter Molloy ( England) |